# 琵琶 (朝鮮)
琵琶是中國唐朝時經由絲綢之路延續向東傳入韓半島的；唐朝本身的唐式琵琶傳入新羅後，逐漸演化出的）。
另據《三國史記》載，新羅音樂中，將玄琴、伽耶琴、琵琶三種弦樂器與大笒、中笒、小笒三種管樂器合稱為「三弦三竹」（三絃三竹）。而當時的琵琶以玳瑁製成的撥子彈奏。